# Гивартовский, Бенедикт Антонович
Бенедикт Антонович Гивартовский  (16 (28) декабря 1826 — 1 (13) ноября 1893) — московский купец 1-й гильдии, комиссионер-конторист; действительный статский советник.

## Биография
Родился 16 (28) декабря 1826 года в семье варшавского банковского служащего. Старший брат, Адам Антонович Гивартовский (1801–1890), был банкиром, средний — Генрих Антонович — профессор Московского университета. 
В 1870 году Б. А. Гивартовский основал Московский спиртодрожжевой завод (ныне ОАО «Дербеневка»), расположенный на Дербеневской улице; там же была построена кружевная фабрика, совладельцем которой был его племянник, Александр Адамович Гивартовский.
В 1875 году Бенедикт Антонович и начинающий технолог Альберт Альбертович Кемпе, брат П. А. Кемпе, изучавший химию в Карлсруэ и в Мюнхене, решили объединить свои усилия, и на тогдашней окраине Москвы приобрели за 10 тысяч рублей участок земли для строительства пивоваренного предприятия. Поскольку финансов у них самых было недостаточно, они обратились к нескольким известным и богатым московским предпринимателям с предложением принять участие в создании завода на паях. Так было учреждено «Трёхгорное пивоваренное товарищество в Москве», в составе было 17 пайщиков. В качестве товарного знака товарищества была использована монограмма из цифры «3» и буквы «Г», наложенных друг на друга.  Архитекторами заводского комплекса стали Август Егорович Вебер и Роман Иванович Клейн, а после 1910 года строительством руководил инженер Александр Павлович Евланов, брат архитекторов Г. П. Евланова и Н. П. Евланова.
В 1881 году Бенедикт Гивартовский обратился к генерал-губернатору с просьбой о выдаче свидетельства на дрожжево-винокуренный завод во 2-м участке Серпуховской части, по Дербеневскому проезду № 123. Завод, кроме спирта, изготавливал хлебопекарные дрожжи и входил в число ведущих производителей не только Москвы, но всей России. В качестве зерна в винокурении и дрожжевом производстве использовались кукуруза, рожь и ячмень — до 600 тысяч пудов в год. В 1881 году завод стал Акционерным обществом «Общество Московского винокуренно-дрожжевого завода Б. А. Гивартовского». Учредителями выступали, кроме Гивартовского, тайный советник В. С. Кохмановский и германский подданный коммерции советник Фёдор Фёдорович Кнауф. В 1887 году предприятие стало именоваться Дрожжево-винокуренный завод № 3. 
В том же 1887 году он вместе с банкиром Л. С. Поляковым и К. И. Редером организовал Московское товарищество резиновой мануфактуры, открыв резиновое производство на северо-востоке Москвы — в Богородском; на базе этого завода в 1910 году было основано франко-русское акционерное общество «Богатырь», позднее переименованный в «Красный богатырь».
Умер в Монако 1 (13) ноября 1893 года. Был похоронен в Москве на Введенском кладбище (уч. 6).

## Семья
Жена — дочь коллежского асессора, преподавателя музыки Роза Викентьевна Лемох (1842—?), сестра художника К. В. Лемоха. Их дети: 
- Венедикт-Антон (род. 01.07.1866)
- Роман (1867—1944)
- Виктор (род. 10.04.1869)
- Елена (1873—1936)[2], в замужестве Эрлангер. Ее муж — Владимир Максимович Эрлангер (1864—1935), врач, внук М. М. Эрлангера. Супруги похоронены на Введенском кладбище.

В 1892 году был записан с женой и детьми в III-ю часть родословной книги дворянства Московской губернии; жалован дипломом на потомственное дворянское достоинство.
Семья жила в доме Чернова по Космодамианскому переулку в 4-м квартале Мясницкой части. 